# Élections législatives singapouriennes de 2015
Les élections législatives singapouriennes de 2015 sont des élections législatives qui ont eu lieu à Singapour le 11 septembre 2015, pour un parlement monocaméral (Parlement de Singapour), qui comprend 89 membres élus plus trois sièges sans circonscription accordés par le parti majoritaire pour un mandat maximum de cinq ans.